# Shingay cum Wendy
Shingay cum Wendy est une paroisse civile du Cambridgeshire, en Angleterre.